# Dasypogon nigriventris
Dasypogon nigriventris là một loài ruồi trong họ Asilidae. Dasypogon nigriventris được Dufour miêu tả năm 1833. Loài này phân bố ở vùng Cổ Bắc giới.